# Gare de Klepp
La gare de Klepp  est une gare ferroviaire située dans la commune de Klepp, comté du Rogaland.

## Situation ferroviaire
La gare se situe à 24.84 km de Stavanger. 

## Histoire
La gare de Klepp a ouvert en 1878 lorsque la Jærbanen fut mise en service. 

## Service des voyageurs

### Accueil
La gare n'a ni salle d'attente, ni guichet ou automate. 

### Desserte
Klepp est desservi par des trains locaux en direction d'Egersund et de Stavanger

### Intermodalité
Il existe un service de bus faisant la navette entre la gare et le centre administratif de la commune. Cette navette n'est toutefois valable que pour un nombre limité de trains.

## Ligne de Jær
| Origine  | Arrêt précédent | Train | Train         | Train | Arrêt suivant  | Destination |
| -------- | --------------- | ----- | ------------- | ----- | -------------- | ----------- |
| Egersund | Bryne           |       | [Non indiqué] |       | Øksnavadporten | Stavanger   |